# Eastern Canada Amateur Hockey Association
- Amateur Hockey Association (1893–1898)
- Canadian Amateur Hockey League (1898–1905)
- Eastern Canada Amateur Hockey League (1905–1906)
- Eastern Canada Amateur Hockey Association (1906–1909)
- Canadian Hockey Association (1909–1910)
- National Hockey Association (1909–1917)
- National Hockey League (seit 1917)

Die Eastern Canada Amateur Hockey Association war eine Eishockeyliga in Kanada, welche für drei Saisons bestand.  Sie wurde 1906 gegründet und ersetzte die Eastern Canada Amateur Hockey League. 1909 wurde sie durch die Canadian Hockey Association abgelöst.

## Teilnehmende Clubs
- Montréal AAA (1906–1908)
- Montreal Shamrocks
- Montréal Victorias (1906–1908)
- Montreal Wanderers
- Ottawa Silver Seven (1906–1908)
- Ottawa Senators (1908–1909)
- Quebec Bulldogs (1908–1909)
- Quebec HC (1906–1908)

## Meister
- 1907: Montreal Wanderers
- 1908: Montreal Wanderers
- 1909: Ottawa Senators

Siehe auch: Stanley Cup